# 山岸貴司
山岸 貴司（やまぎし たかし、1967年7月17日 - ）は、日本のトレーナー。
山岸昂司（読みは同じ）名義でも活動。

## 来歴
1990年に東京健康科学専門学校を卒業し、外傷への対応力を身につけるためにアメリカンフットボールのトレーナーとして活動。1997年から東京スポーツ・レクリエーション専門学校の講師を務めていたが、日本高校サッカー選抜のトレーナーを任され、以来サッカーに携わるようになった。2001年より国立スポーツ科学センターのオープニングスタッフとして勤務していたところ、リハビリ中のFC東京選手と接することになり、2003年より同クラブへ加入。
2008年からは日本サッカー協会の下でフィジカルトレーニングを担い、Jリーグを始め日本各地域及びAFC加盟各国の審判員の能力向上に努めている。

## 職歴
- 1986年04月 - 1986年12月 : 国土計画（後のコクド、現・プリンスホテル。西武鉄道グループ） 社員[3]
- 1990年04月 - 1991年03月 : 東京健康科学専門学校 教務事務職員[3]
- 1992年04月 - 1998年12月 : IBMビッグブルー ヘッドアスレティックトレーナー[3]
  - 1993年 - 1994年 : HONDAレーシングチーム アスレティックトレーナー[3]
- 1997年04月 - 2001年09月 : 東京スポーツ・レクリエーション専門学校 専任講師[3]
  - 1999年01月 - 1999年12月 : 東京学芸大学学獅会アメリカンフットボール部SNAILS アスレティックトレーナー[3]
  - 1999年02月 - 2000年12月 : 国士舘高校サッカー部 ヘッドアスレティックトレーナー 兼 フィジカルコーチ[3]
  - 1999年12月 : 奈良育英高校サッカー部 アスレティックトレーナー[3]
  - 1999年 - 2001年 : 日本高校サッカー選抜 アスレティックトレーナー[3]
  - 2001年02月 - 2003年12月 : 五洋建設パイレーツ メディカルアドバイザー[3]
  - 2001年08月 : 横浜F・マリノスジュニアユース アスレティックトレーナー[3]
- 2001年09月 - 2002年12月 : 国立スポーツ科学センタースポーツ医学研究部 アスレティックトレーナー[3]
  - 2001年09月- 2002年06月 : 法政大学第二高校サッカー部 アスレティックトレーナー[3]
  - 2001年10月 - 2002年12月 : 東京スポーツ・レクリエーション専門学校 顧問[3]
  - 2002年 : 横浜F・マリノストップチーム アスレティックトレーナー[3]
- 2003年01月 - 2007年12月 : FC東京 ヘッドアスレティックトレーナー[3]
- 2008年02月 -  : 日本サッカー協会 レフェリーフィジカルトレーナー[3] / フィットネスインストラクター
  - アジアサッカー連盟 エリートフィジカルフィットネスインストラクター[2]